# Abelardo Ávila
Abelardo Ávila Villarreal (Jalpan de Serra, Querétaro, 17 de diciembre de 1907-Ciudad de México, 26 de julio de 1967) fue un grabador mexicano de la escuela costumbrista, discípulo de Francisco Díaz de León y Carlos Alvarado Lang.

## Biografía

### Formación artística
Abelardo estudió pintura, de 1921 a 1926, en la Academia de Bellas Artes de Querétaro. Posteriormente, se enroló en la Academia de San Carlos, en la Ciudad de México, entre 1926 y 1930. Más tarde se interesó en la xilografía, por lo que ingresó en 1929 al Taller de Grabado en Madera y Metal.

### Carrera artística
En 1934, Ávila asistió a Pedro Rendón, discípulo de Diego Rivera, en la creación del mural Los problemas del obrero. También participó, bajo la supervisión de Rivera, en la elaboraciones de murales como Los mercados de Ángel Bracho, Influencia de las vitaminas de Antonio Pujol; y Los alimentos y Escenas populares de Ramón Alva Guadarrama.
En 1938, Abelardo Ávila fue estudiante de la recién inaugurada Escuela de Artes del Libro, donde aprendió del maestro checo Koloman Sokol.
Ávila estuvo impedido por la Secretaría de Educación Pública para ejercer como maestro de dibujo, por lo que obtuvo un trabajo como inspector de los expendios de pollo en la ciudad, labor que desempeñó por 25 años. De ahí obtuvo el sobrenombre de El Pollero, con el que fue conocido.
En 1947, Ávila fundó la Sociedad Mexicana de Grabadores, además de impartir clases en la Escuela de Pintura, Escultura y Grabado La Esmeralda. Abelardo también formó parte de la Sociedad Internacional de Grabadores de Madera, con sede en Zúrich, Suiza, donde fue muy estimada su obra.
Ávila es reconocido como uno de los grandes exponentes mexicanos del grabado. En vida, expuso en sitios como el Instituto de Arte de Chicago (1939), en Grand Central Art Galleries de Nueva York (1946), en el Ministerio de Educación Nacional de Buenos Aires (1949) y en el Museo Galliera de París (1958). En 1968, fue reconocido en el Palacio de Bellas Artes como parte del Salón Nacional de Pintura y Grabado.
Actualmente, su obra se encuentra en recintos como el Museo Nacional de la Estampa y el Museo Nacional del Arte.